# Concílio de Constantinopla (518)
O concílio de Constantinopla de 518 foi um concílio realizado na cidade de Constantinopla após a queda do imperador bizantino Anastácio I Dicoro e que depôs o patriarca de Antioquia Severo por ter aceitado o Henótico, decreto imperial de Zenão considerado contrário ao Concílio de Calcedónia.